# Adverbi
L'adverbi és una categoria gramatical que actua com a nucli del sintagma adverbial. El nom adverbi deriva de ad ('al costat') i verbium, atès que acostuma a modificar verbs. També pot modificar els adjectius i altres adverbis. Com a excepció, pot aparèixer amb altres categories en expressions lexicalitzades (com no-violència).
A part de ser un modificador, pot exercir la funció de complement circumstancial. Les locucions adverbials són grups de paraules que compleixen funcions d'adverbis. Alguns adverbis fan de modificadors oracionals quan afecten tota la frase, com en el cas de «Exacte, ho has endevinat» o «Desgraciadament no va poder venir». Els matisos que aporta en aquest cas són molt variats, fet que ha dut alguns lingüistes a afirmar que s'hauria de dividir la categoria en altres de més precises.
En català, la majoria d'adverbis venen de preposicions del llatí o de la suma d'un adjectiu més la partícula -ment. Són categories invariables, és a dir, no tenen flexió de gènere o nombre.
Les locucions adverbials són expressions de més d’una paraula que funcionen com un adverbi.

## Tipus d'adverbis
Segons el significat es classifiquen en adverbis de:
- temps (ara, després, tard, avui…)
- manera (tranquil·lament, bé, malament…)
- lloc (ací, darrere…)
- aspecte (breument, normalment, encara)[6]
- negació (no, potser…)
- afirmació (sí, també…)
- dubte (depèn, potser…)
- relatius (on, quan…)
- quantitat o de grau[7] (molt, menys, poc…)
- focals (sols, inclús, en concret, si fa no fa)[8]

Segons la forma i la relació que mantenen amb altres paraules es poden diferenciar diversos tipus d’adverbis i locucions adverbials:
- Acabats en -ment, derivats d'adjectius en femení (esporàdicament, lentament, ràpidament).
- Adjectivals (alt, baix, clar, curt, ferm, fort, igual, lent, llarg, ràpid, seguit) Coincideixen formalment amb un adjectiu paral·lel en masculí singular, però són invariables.
- De grau (quantitatiu)	(bastant, força, gaire, gens, molt, massa, menys, més, poc, prou, tan/tant). Coincideixen formalment amb quantificadors nominals quantitatius, però són invariables.
- Demostratius, indiquen lloc (ací, aquí, allí, allà) o manera (així)
- Acabats en -s	(corrents, debades, ensems, llavors, sols)
- Locucions adverbials (a la gatzoneta, de valent, de vegades, fins i tot). Des del punt de vista formal, les locucions adverbials són heterogènies: n’hi ha que estan formades per un sintagma adverbial (ben bé, ben just, demà passat (no) l’altre, avui per demà, mai de la vida, ça i lla), però la majoria tenen la forma d’un sintagma preposicional amb una preposició i un sintagma nominal (a pols, amb prou feines, de pressa, a punta de dia, amb pèls i senyals).

## Formació dels adverbis
Si bé poden ser paraules independents, com bé o molt, hi ha molts adverbis que deriven d'altres paraules amb un morfema específic (especialment els de manera i els procedents d'adjectius).
- A la major part de les llengües romàniques és -ment (francès, occità, català)/-mente (en portuguès, gallec, asturià, castellà, italià) i s'afegeix a l'adjectiu femení. Prové del llatí mens, mentis, que significa 'ment'.[9]
- En romanès (també llengua romànica), molts adjectius poden tenir un ús adverbial, però al costat dels adverbis derivats d'adjectius, també hi ha alguns derivats de substantius (afegint ește en els dos casos) i verbs (acabats en âș).[10]
- En interlingua de la IALA és -mente i s'afegeix a l'adjectiu
- En anglès s'afegeix -ly als adjectius
- En esperanto i en ido acaben en -e
- En àrab s'hi afegeix -an
- A les llengües austronèsiques es duplica el lexema en comptes d'afegir cap morfema
- En irlandès s'afegeix go- com a prefix
- En lituà s'adjunta la terminació -i
- En turc, alemany i neerlandès no canvia la forma respecte a l'adjectiu

## Adverbis en-ment
La majoria d’adverbis de manera es formen afegint -ment a la forma de femení singular d’un adjectiu, però no tots els adverbis acabats en -ment són de manera. També poden indicar:
- temps: immediatament, actualment...
- lloc: externament, localment...
- quantitat: totalment, aproximadament...
- afirmació: evidentment, certament...
- dubte: possiblement, segurament...

Aquests adverbis mantenen l'accentuació de la forma femenina a partir de la qual s'ha format.
Quan hi ha dos adverbis o més amb la terminació -ment, es pot optar per no suprimir-ne mai el sufix (opció preferible) o deixar-hi el primer i suprimir el del segon i següents.

## Sintagma adverbial
El sintagma adverbial, generalment, només conté un adverbi. Tanmateix, els sintagmes adverbials admeten certs modificadors al davant, com a especificadors, i menys sovint, un complement al darrere.
Pel que fa als especificadors, els adverbis només poden ser modificats per un altre adverbi, principalment un adverbi de grau, o una expressió equivalent: bastant tard, molt lluny, força sorollosament, ben exactament, una mica alegrement. L’especificador, al seu torn, pot ser també complex (coordinació de dos adverbis o un adverbi de grau modificat per un altre adverbi de grau). Els sintagmes adverbials també poden aparèixer modificats per un adverbi focal.
Pel que fa als complements, els adverbis ocasionalment accepten un complement al darrere, paral·lel al que té la forma adjectival de què deriven.